# 2025年の道路
2025年の道路（2025ねんのどうろ）とは、2025年（令和7年）に起こった、または予定日時が確定した道路関係の出来事をまとめたページである。
2024年の道路 - 2025年の道路 - 2026年の道路

## 出来事の一覧

### 1月
- 17日
  - （開通）  岡山県道53号御津佐伯線 バイパス 岡山県岡山市北区御津伊田 (1.77 km)[1]
- 21日
  - （開通）  広島県道187号浜田仁保線（都市計画道路青崎池尻線） 広島県安芸郡府中町桃山二丁目 - 青崎中[2]
- 30日
  - （立体化）  国道408号 常総・宇都宮東部連絡道路 宇都宮高根沢バイパス 野高谷立体 (1.5 km)[3]
- 31日
  - （拡幅）  北海道道864号大麻東雁来線 北海道江別市大麻 (2.1 km) (2車線→4車線)[4]

### 2月
- 4日
  - （開通）  都市計画道路中大野中河内線（酒門工区） 茨城県水戸市酒門町 (0.2 km)[5]
- 8日
  - （開通）  都市計画道路越谷吉川線（中井工区） 埼玉県吉川市中央三丁目 - 中井三丁目[6]
  - （開通）  国道493号 阿南安芸自動車道 北川道路（2-2工区） 和田交差点 - 国道493号交差点 (2.7 km)[7]
- 9日
  - （立体化）  国道4号 仙台拡幅 宮城県仙台市若林区卸町 - 宮城野区苦竹（箱堤交差点） (1.4 km)[8][9]
- 15日
  - （開通）  国道10号 都城志布志道路 都城道路 都城IC - 乙房IC (5.7 km)[10]
- 16日
  - （開通）  東京都市計画道路幹線街路放射第7号線（大泉） 東京都練馬区西大泉二丁目 - 五丁目 (1.0 km)[11]
  - （移管・無料開放）  白馬長野有料道路 全線 (1.972 km)[12]
- 17日
  - （開通）  国分寺都市計画道路3・2・8号府中所沢線 東京都国分寺市日吉町四丁目 - 戸倉二丁目 (0.46 km)[13]
- 20日
  - （拡幅）  国道368号 伊賀名張拡幅 三重県伊賀市上之庄 (0.5 km) (2車線→4車線)[14]
- 24日
  - （開通）  京都府道62号宇治木屋線 鷲峰山トンネル 京都府綴喜郡宇治田原町南 - 相楽郡和束町別所 (3.6 km)[15]
- 26日
  - （開通）  福島県道178号磐城浅川停車場線 本町工区 福島県石川郡浅川町東大畑 (0.199 km)[16]
  - （PA供用）  阪神高速5号湾岸線 中島PA（泉佐野方面）[17]

### 3月
- 1日
  - （開通）  北九州高速5号線 牧山出入口 - 枝光出入口 (2.7 km)[18]
- 2日
  - （開通）  国道9号 山陰自動車道 出雲・湖陵道路 出雲IC - 出雲湖陵IC (4.4 km)[19]
  - （開通）  国道9号 山陰自動車道 湖陵・多伎道路 出雲湖陵IC - 出雲多伎IC (4.5 km)[19]
- 3日
  - （開通）  静岡県道29号梅ケ島温泉昭和線 大河内トンネル 静岡県静岡市葵区有東木 (0.275 km)[20]
- 7日
  - （拡幅）  国道1号 島田金谷バイパス 旗指IC - 大代IC (4.3 km) (2車線→4車線)[21]
  - （拡幅）  東九州自動車道 宇佐IC - 院内IC (3.1 km) (2車線→4車線)[22]
- 8日
  - （開通）  国道23号 名豊道路 蒲郡バイパス 豊川為当IC - 蒲郡IC (9.1 km)[23]
- 9日
  - （開通）  都市計画道路3・3・3号小山栃木都賀線（栃木県道3号宇都宮亀和田栃木線） 栃木市大宮町工区 栃木県栃木市平柳町 - 今泉町 (1.2 km)[24]
  - （開通）  岐阜県道・長野県道6号中津川田立線 田立大橋 長野県木曽郡南木曽町田立 (0.215 km)[25]
- 10日
  - （ETC運用開始）  第二みちのく有料道路[26]
- 12日
  - （拡幅）  国道122号 蓮田岩槻バイパス 埼玉県さいたま市岩槻区平林寺 - 加倉 (2.8 km) (3車線→4車線)[27]
  - （開通）  福岡県道230号中畑八屋線 バイパス 福岡県豊前市八屋 (0.52 km)[28]
- 14日
  - （拡幅）  国道468号 首都圏中央連絡自動車道 幸手IC - 五霞IC (4.2 km) (2車線→4車線)[29]
  - （規制緩和）  国道468号 首都圏中央連絡自動車道 幸手IC - 五霞IC (4.2 km) の最高速度を80 km/hに引き上げ[29]。
- 15日
  - （開通）  国道337号 道央圏連絡道路 中樹林道路 北海道空知郡南幌町南15線西 - 江別市江別太 (7.3 km)[30]
  - （開通）  滋賀県道2号大津能登川長浜線 川辺・目川バイパス 滋賀県栗東市川辺 - 目川 (0.31 km)[31][32]
  - （開通）  国道55号 高知東部自動車道 南国安芸道路 高知龍馬空港IC - 香南のいちIC (3.5 km)[33]
- 16日
  - （移管・無料開放）  志賀中野有料道路 全線 (2.624 km)[12]
  - （開通）  国道1号 北勢バイパス 四日市市道日永八郷線 - 国道477号バイパス (4.1 km)[34]
- 17日
  - （拡幅）  国道50号 桜川筑西IC関連（延伸） 茨城県桜川市長方 - 中泉 (1.2 km) (2車線→4車線)[35]
  - （拡幅）  都市計画道路田島大牧線 太田窪工区 埼玉県さいたま市浦和区前地三丁目 - 緑区原山一丁目 (0.762 km) (2車線→4車線)[36]
  - （架替）  国道26号 住吉橋架替 大阪府堺市堺区竜神橋町1丁 - 大町西3丁 (0.1 km)[37]
- 18日
  - （開通）  富山県道14号黒部宇奈月線 バイパス 富山県黒部市若栗 (0.6 km)[38]
- 21日
  - （改良）  国道17号 上武道路 道の駅まえばし赤城交差点 群馬県前橋市関根町 (0.9 km)[39]
- 22日
  - （IC供用）  常磐自動車道 三郷料金所スマートIC（三郷JCT/IC方面出入口）[40]
  - （開通）  福井県道16号坂本高浜線 福井県大飯郡おおい町石山 (1.2 km)[41][42]
  - （開通）  国道313号 北条倉吉道路 倉吉西IC - 倉吉南IC (3.8 km)[43][44]
  - （開通）  鹿児島県道79号名瀬瀬戸内線 眞久慈トンネル 鹿児島県大島郡瀬戸内町久慈 - 古志 (0.4 km)[45]
- 23日
  - （開通）  国道5号 北海道横断自動車道 倶知安余市道路 仁木IC - 余市IC (3.3 km)[46]
  - （IC供用）  国道468号 首都圏中央連絡自動車道 つくば西スマートIC[47]
  - （開通）  群馬県道・埼玉県道13号前橋長瀞線 バイパス（神田工区） 群馬県藤岡市矢場 - 神田 (1.3 km)[48]
  - （開通）  富山県道57号高岡環状線 高架橋 富山県高岡市上伏間江 - 二塚 (1.3 km)[49]
  - （開通）  国道167号 伊勢志摩連絡道路 磯部バイパス 三重県志摩市磯部町恵利原 - 磯部町五知 (2.5 km)[50]
  - （開通）  三重県道8号四日市鈴鹿環状線 釆女北工区 三重県四日市市釆女町 (0.9 km)[51]
  - （開通）  滋賀県道2号大津能登川長浜線 山手幹線 馬場・上砥山工区 滋賀県草津市岡本町 - 山寺町 (1.0 km)[52][32]
  - （開通）  都市計画道路園田西武庫線（兵庫県道・大阪府道606号西宮豊中線） 御園工区 兵庫県尼崎市御園一丁目 - 塚口本町六丁目 (0.909 km)[53]
  - （拡幅）  国道497号 西九州自動車道 佐々佐世保道路 佐々IC - 佐世保中央IC (9.9 km) (2車線→4車線)[54]
  - （移管・有料化）  国道497号 西九州自動車道 佐々佐世保道路 佐々IC - 佐世保中央IC (9.9 km)[54]
  - （開通）  鹿児島県道63号志布志福山線 都城志布志道路 志布志道路 志布志IC - 志布志港 (3.2 km)[55]
- 24日
  - （拡幅）  国道168号 香芝王寺道路 奈良県香芝市北今市 - 上中 (0.34 km) (2車線→4車線)[56]
- 25日
  - （開通）  国道238号 紋別防雪 北海道紋別郡湧別町川西 - 紋別市小向 (15.0 km)[57]
  - （開通）  国道430号 玉トンネル拡幅 岡山県玉野市和田一丁目 - 玉四丁目 (0.93 km)[58]
  - （開通）  徳島県道26号由岐大西線 色面〜棚田工区 徳島県阿南市福井町色面 - 棚田 (0.98 km)[59]
- 26日
  - （開通）  三重県道34号七色峡線 瀬戸バイパス 三重県熊野市井戸町 (0.66 km)[60]
- 27日
  - （開通）  茨城県道20号結城坂東線 バイパス 茨城県坂東市弓田 - 駒跿 (2.0 km)[61]
  - （架替・開通）  茨城県道14号筑西つくば線 養蚕橋（新橋） 茨城県筑西市蕨 - 徳持 (0.6 km)[62]
  - （開通）  群馬県道30号寺尾藤岡線 バイパス（山名工区） 群馬県高崎市根小屋町 - 山名町 (1.2 km)[63]
  - （開通）  国道257号 金指西バイパス 静岡県浜松市浜名区引佐町金指 (0.11 km)[64]
- 28日
  - （開通）  香川県道161号高松坂出線 五色台トンネル（新トンネル） 香川県高松市亀水町 - 坂出市青海町[65]
- 29日
  - （開通）  国道473号 金谷御前崎連絡道路 金谷相良道路II 菊川IC - 倉沢IC (3.3 km)[66]
  - （開通）  国道475号 東海環状自動車道 いなべIC - 大安IC (6.5 km)[67]
  - （開通）  滋賀県道48号近江八幡守山線 大津湖南幹線 守山野洲区間 滋賀県野洲市比江 - 守山市川田町 (1.7 km)[68][69]
  - （開通）  国道434号 須川バイパス 山口県岩国市錦町宇佐 (1.4 km)[70]
- 30日
  - （開通）  広島県道47号鞆松永線 鞆未来トンネル 広島県福山市鞆町 (2.3 km)[71][72]
  - （拡幅）  国道201号 八木山バイパス 篠栗IC - 筑穂IC (5.7 km) (2車線→4車線)[73]
  - （移管・有料化）  国道201号 八木山バイパス 篠栗IC - 穂波東IC (13.3 km)[73]
- 31日
  - （開通）  国道294号 福良バイパス 赤津工区 福島県郡山市湖南町赤津 (1.4 km)[74]
  - （拡幅）  群馬県道68号桐生伊勢崎線 阿左美大原工区 群馬県みどり市笠懸町阿左美 - 太田市大原町 (3.2 km) (2車線→4車線)[75]

### 4月
- 1日
  - （有料化）  山陰近畿自動車道 宮津天橋立IC - 京丹後大宮IC (10.5 km)[76]
  - （無料開放）  津峯スカイライン 全線 (3.5 km)[77][78]
- 5日
  - （長期通行止め）  首都高速八重洲線 神田橋JCT - 西銀座JCT (1.8 km) （高速八重洲線の造り替えに伴い、2035年（令和17年）度までの予定。）[79]
  - （廃止）  東京高速道路 京橋JCT - 汐留JCT (2.0 km)[79]
- 6日
  - （開通）  国道475号 東海環状自動車道 山県IC - 本巣IC (11.9 km)[80]

### 5月
- 17日
  - （開通）  国道186号 小国1工区 新笹ヶ峠トンネル 島根県浜田市金城町小国 (0.725 km)[81]
- 24日
  - （開通）  岐阜県道118号・愛知県道135号羽島稲沢線 新濃尾大橋 岐阜県羽島市下中町城屋敷 - 愛知県一宮市東加賀野井字江東 (1.6 km)[82]
  - （開通）  京都府道28号小倉西舞鶴線 白鳥トンネル（新トンネル） 京都府舞鶴市森 - 清道 (1.1 km)[83]
- 25日
  - （開通）  広島県道29号吉田豊栄線 東広島高田道路 向原吉田道路 向原IC - 吉田IC (3.2 km)[84]
- 31日
  - （架替・開通）  兵庫県道9号豊岡竹野線 城崎大橋（新橋） 兵庫県豊岡市城崎町楽々浦 - 城崎町湯島 (2.4 km)[85]

### 6月
- 1日
  - （開通）  国道4号 東埼玉道路（延伸） 一般部 埼玉県吉川市川藤 - 北葛飾郡松伏町田島 (3.8 km)[86]
  - （開通）  埼玉県道・千葉県道19号越谷野田線 バイパス 埼玉県北葛飾郡松伏町田島 (0.4 km)[87]
- 6日
  - （開通）  鹿児島県道36号川内郡山線 宮崎工区 鹿児島県薩摩川内市平佐町 - 宮崎町 (0.6 km)[88]
- 7日
  - （開通）  国道42号 有田海南道路 和歌山県海南市下津町小南 - 冷水 (2.9 km)[89]
  - （拡幅）  国道42号 冷水拡幅 和歌山県海南市冷水 (0.4 km) (2車線→4車線)[89]
- 8日
  - （開通）  国道49号 水原バイパス 新潟県阿賀野市寺社 - 百津 (2.7 km)[90]
  - （開通）  都市計画道路十三高槻線 正雀工区 大阪府吹田市吹東町 - 南正雀 (0.5 km)[91]
- 12日
  - （開通）  奈良県道・三重県道782号上笠間八幡名張線 バイパス 三重県名張市薦生 (0.21 km)[92]
- 15日
  - （拡幅）  国道10号 東九州自動車道 隼人道路 隼人東IC - 隼人西IC (3.7 km) (2車線→4車線)[93]

### 7月
- 12日
  - （開通）  島根県道321号久利静間線 八日市工区 島根県大田市静間町 (1.06 km)[94]
- 27日
  - （IC供用）  中央自動車道 諏訪湖スマートIC[95]
- 30日
  - （架替・開通）  山形県道10号長井飯豊線 大巻橋（新橋） 山形県西置賜郡飯豊町小白川 (0.158 km)[96]

### 8月
- 1日
  - （開通）  福島県道256号井手長塚線 長塚跨線橋 福島県双葉郡双葉町長塚 (0.5 km)[97]
- 7日
  - （IC供用）  常磐自動車道 いわき小名浜IC[98]
  - （開通）  福島県道20号いわき上三坂小野線 小名浜道路 福島県いわき市泉町下川 - 山田町塙 (8.3 km)[98]
- 20日
  - （開通）  茨城県道221号飯岡石岡線 バイパス 茨城県石岡市石岡 - 国府 (0.4 km)[99]

## 日付確定事項

### 8月
- 23日
  - （開通）  国道1号 甲賀湖南道路 栗東水口道路I 滋賀県栗東市小野 - 上砥山 (0.9 km)[100]
  - （開通）  滋賀県道2号大津能登川長浜線 山手幹線 馬場・上砥山工区 滋賀県栗東市上砥山 - 草津市山寺町 (2.0 km)[100]
- 29日
  - （拡幅）  国道468号 首都圏中央連絡自動車道 つくば牛久IC - 牛久阿見IC (6.1 km) (2車線→4車線)[101]
  - （拡幅）  国道468号 首都圏中央連絡自動車道 阿見東IC - 稲敷IC (6.0 km) (2車線→4車線)[101]
- 30日
  - （開通）  国道475号 東海環状自動車道 本巣IC - 大野神戸IC (6.8 km)[102]

### 9月
- 13日
  - （IC供用）  中央自動車道 神坂スマートIC[103]
- 27日
  - （開通）  桜川市道M2753号線・石岡市道B3760号線 上曽トンネル 茨城県石岡市上曽 - 桜川市真壁町山尾 (5.58 km)[104]

### 10月
- 19日
  - （開通）  熊本県道342号砂原四方寄線 熊本西環状道路 池上熊本駅IC - 花園IC (4.6 km)[105]